# Chiliotrichum
Chiliotrichum es un género de plantas con flores perteneciente a la familia Asteraceae.Comprende 15 especies descritas y solo 4 aceptadas.

## Descripción
Son arbustos perennifolios, ramosos, densamente hojosos. Hojas alternas, enteras, sésiles. Capítulos heterógamos, radiados, solitarios, terminales, largamente pedunculados. Involucro acampanado formado por 2-4 series de filarios graduados ovado-elípticos, agudos. Receptáculo plano o poco convexo con algunas páleas linear-ovadas, semiaquilladas, escariosas, pubescentes en el ápice. Flores dimorfas: las del margen blancas, pistiladas, liguladas; las del disco numerosas, amarillas, perfectas, tubulosas, pentalobadas. Estilo con ramas oblongo-agudas con pelos en el dorso. Anteras con apéndice conectival ovado y subobtusas o cortísimamente sagitadas en la base. Aquenios cilíndricos, costados, sólo con pelos glandulares, a veces con algunos pelos simples. Vilano formado por varias series de pelos escabrosos de diferente longitud.

## Taxonomía
El género fue descrito por Alexandre Henri Gabriel de Cassini y publicado en Bull. Sci. Soc. Philom. Paris 1817: 69. 1817.

## Especies
A continuación se brinda un listado de las especies del género Chiliotrichum aceptadas hasta junio de 2011, ordenadas alfabéticamente. Para cada una se indica el nombre binomial seguido del autor, abreviado según las convenciones y usos.
- Chiliotrichum angustifolium Phil.
- Chiliotrichum diffusum (G.Forst.) Kuntze
- Chiliotrichum rosmarinifolium Less.
- Chiliotrichum tenue Phil.